# برایان فیلان
برایان فیلان (به انگلیسی: Brian Phelan) (زاده ۲ دسامبر ۱۹۳۴ – درگذشته ۸ مه ۲۰۲۴) بازیگر، نمایشنامه‌نویس و فیلم‌نامه‌نویس ایرلندی اهل کانادا بود.
از آثار سینمایی او می‌توان به مجرم (۱۹۶۰)، آشپزخانه (۱۹۶۱) و داستان سرباز (۱۹۶۴) اشاره کرد، در حالی که فیلمنامه‌هایی که او نوشته از جمله پرده دو (دو قسمت، ۱۹۸۵) و پیمان (۱۹۹۱) است.

## اوایل زندگی
فیلان در روز ۲ دسامبر ۱۹۳۴، در دوبلین در یک خانواده با پدری به نام مایکل فیلان، معمار، و مادری به نام ترزا (نام بدو تولد فوگِرتی) فیلان، یک زن خانه‌دار به دنیا آمد. برایان که در کریستین برادرز آموزش دیده بود، قبل از مهاجرت در سن ۱۸ سالگی به همراه خانواده‌اش به کانادا که در آنجا حرفه بازیگری در تئاتر و تلویزیون را آغاز کرد، به عنوان کارآموز نجاری می‌کرد. او اولین بار در سن ۱۵ سالگی در نجاری شاگردی کرد. هنگامی که فیلان هجده ساله بود، او و خانواده‌اش به کانادا مهاجرت کردند. زمانی که آنجا بود، توانست اولین شغل حرفه‌ای خود را در تئاتر کرِست در تورنتو به عنوان دستیار سازنده دکور صحنه به دست آورد.

## حرفه
فیلان در سال ۱۹۵۶ به دوبلین بازگشت تا حرفه بازیگری خود را دنبال کند‌. در دهه ۱۹۵۰ او در چند نمایش در سالن‌های تئاتر ابی، تئاتر گیت و تئاتر پایک نقش اجرا کرد. 
در دهه ۱۹۶۰، او در حالی که به فعالیت خود به عنوان بازیگر تمام وقت ادامه می‌داد، حرفه فیلمنامه نویسی را هم شروع کرد. عنوان اولین نمایش تلویزیونی او شکنجه‌گران (۱۹۶۶) محصول ای‌تی‌وی (ATV) بود که در آن جیمز میسون و استنلی بیکر نقش‌آفرینی کردند. از دیگر کارهای فیلان که بیشتر برای تلویزیون نوشته بود می‌توان به سرباز روسی (بی‌بی‌سی، ۱۹۸۶)، مهاجران (بی‌بی‌سی، ۱۹۷۷)، در دولت پنهان (بی‌بی‌سی، ۱۹۸۵)، تجارت عاج (اچ‌بی‌او) و اشکی نیست (آر‌تی‌یی وان، ۲۰۰۲) اشاره کرد. از جمله کارهای دیگری که او نوشته است می‌توان به فیلم‌های مادر کوچک (همچنین به نام زن سال هم معروف بود، ۱۹۷۳)،  هانی‌بیبی،هانی‌بیبی (۱۹۷۴)، سقوط: پشت تراژدی هواپیمای مسافربری کره‌ای (۱۹۸۹) اشاره کرد.
فیلان جوایزی از جمله جایزه کیبل‌ای‌سی‌ئی برای نویسنده ویژه دراماتیک به خاطر ناک‌بَک (Knockback) در سال ۱۹۸۷ و جایزه ساپورو در جشنواره بین‌المللی فیلم توکیو برای سرباز روسی دریافت کرده است.  او همچنین در چهل و دومین جشنواره تلویزیونی مونت-کارلو برنده یک جایزه پوره طلایی برای بهترین مینی سریال اشکی نیست (No Tears) (۲۰۰۲) گردید.
دست‌نوشته‌های او توسط مجموعه ویژه‌ای در دانشگاه دلاور به دست آمده است.